# Love Me Do
Love Me Do – debiutancki singiel brytyjskiego zespołu The Beatles, napisany przez duet Lennon/Mccartney, wydany 5 października 1962 w Wielkiej Brytanii oraz 27 kwietnia 1964 w Stanach Zjednoczonych.
Utwór dotarł do 17. miejsca na brytyjskiej liście przebojów UK Singles Chart i do pierwszego miejsca amerykańskiego zestawienia Hot 100.

## Historia
Według Johna Lennona utwór został niemal w całości napisany przez Paula Mccartneya, a przypisywał sobie jedynie autorstwo łącznika. McCartney z kolei uważał, że piosenkę w całości napisał wspólnie z Lennonem. Utwór powstał z myślą o Iris Caldwell, siostrze Rory’ego Storma, w którego zespole grał Ringo Starr.
W utworze słowo Love występuje 25 razy, co oznacza, że ten wyraz słychać średnio co pięć sekund.